# Teatrodanza
Il teatrodanza non è un genere del balletto né una corrente vera e propria, ma si è contraddistinto come un fenomeno alquanto complesso della coreografia del Novecento affermatosi nella Germania occidentale tra la fine degli anni sessanta e i primi anni settanta, ad opera dei cinque antesignani del Tanztheater tedesco: Pina Bausch (la più nota esponente del gruppo), Reinhild Hoffmann, Susanne Linke, Gerhard Bohner e Hans Kresnik.
Con il termine Tanz Theater si intende principalmente una diramazione nell'ambito della danza moderna dell'espressionismo tedesco degli anni Trenta, la cui poetica risale alle teorie di Rudolf Laban e alle danze della sua allieva Mary Wigman.
In esso vengono innestati elementi propri della danza non accademica d'inizio secolo, ovvero della danza moderna, della danza libera e talvolta del mimo e del cabaret. Il riferimento al teatro si rivolge perciò solo in apparenza alla "dimensione teatrale" della danza che è propria del balletto romantico. Si tratta, al contrario, del recupero di una dimensione primordiale del rapporto tra gesto e azione e tra gesto e parola. Il teatrodanza, perciò, è una forma di danza spesso allegorica, che fa uso di simboli, fortemente animata dalla fusione tra teatro e arti figurative, e dove l'elemento narrativo è trattato in modo particolare, antinaturalistico e per frammenti.
Il fenomeno si è subito caratterizzato come un movimento estremamente composito e libero sul piano linguistico, oltre che per un certo intrinseco eclettismo, diffondendosi sia in Europa sia in America.
Tra gli altri maestri riconducibili alla poetica del teatrodanza, i nomi di particolare rilievo sono Carolyn Carlson in Francia, Alain Platel in Belgio, Lindsay Kemp in Inghilterra, Constanza Macras in Germania, Marilena Ansaldi in Brasile.

## Il teatrodanza in Italia
Il primo esempio "ufficiale" di teatrodanza italiano ha inizio solo nel 1985 con Il cortile della compagnia Sosta Palmizi , fondata da sei danzatori formatisi sotto la guida di Carolyn Carlson durante gli anni della sua direzione della compagnia "Teatro e Danza La Fenice" a Venezia (1981-1984): Michele Abbondanza, Francesca Bertolli, Roberto Castello, Roberto Cocconi, Raffaella Giordano, Giorgio Rossi. Il Teatrodanza italiano contemporaneo è dunque riconducibile alle compagnie fondate da ciascuno di questi danzatori in seguito allo scioglimento della Sosta Palmizi originaria, ovvero: la compagnia Abbondanza/Bertoni (M. Abbondanza, Antonella Bertoni), la compagnia Aldes (R. Castello), la compagnia Arearea (R. Cocconi), l'Associazione Sosta Palmizi (R. Giordano, G. Rossi).
 In realtà, sia pure in modo episodico, l'ingresso di nuove linee di tendenza provenienti dalla modern dance americana risalgono a diversi decenni prima. Oltre ai casi di Elsa Piperno a Roma e di Bella Hutter a Torino - coreografe che però, più che nel teatrodanza, hanno operato soprattutto nel campo della danza moderna - sono da ricordare le prime spontanee sperimentazioni - assai diverse fra loro - di commistione tra danza, mimo, pittura, musica e teatro, avviate fin dagli anni Cinquanta da Susanna Egri e Sara Acquarone a Torino, da Liliana Merlo a Teramo e da Mimma Testa a Roma, tutte esperienze rimaste isolate ma non per questo meno significative .